# Strecker-degradatie
De Strecker-degradatie is een organische reactie waarbij een α-aminozuur wordt omgezet tot een aldehyde, via een imine als intermediair:
De reactie werd vernoemd naar de Duitse scheikundige Adolph Strecker. Hij gebruikte als oxidator in de eerste stap alloxaan.